# Блощинці
Бло́щинці — село в Білоцерківському районі Київської області. Розташовано над річкою Красною. Входить до складу Узинської міської громади.
Населення — близько 1000 жителів.

## Історія
Нинішнє село засноване 1607 році. Його мешканці брали активну участь у гайдамацькому русі. В 1768 р. тут діяв гайдамацький загін під проводом запорожця А.Журби.15 липня того ж року в Блощинцях відбулася сутичка гайдамаків з карателями, які вбили 30 і взяли в полон 64 повстанців. У лютому наступного року карателі знову напали на село, схопили 9 селян і стратили їх у Рокитному.
В 1919 р. в селі створено один з перших на Білоцерківщині компартійний осередок, в 1922 р. з найвищими
почестями село вимушено зустрічало голову ВЦВК окупаційної російської влади М. І. Калініна, що було увічнено меморіальною дошкою на стіні клубу.
В 1925 році в селі Блощинці було організовано комуну, якій передано в користування поміщицький двір. 

В 1926 році створені: комуна «Червоний Жовтень», ТСОЗ «Єднання» та ТСОЗ ім. Шевченка. 

В 1930 році створено три колгоспи: «Перемога», «Згода», «1 Травня». 

В 1932 році ці три колгоспи об'єдналися в один колгосп «Згода». На початку 30-х років Блощинецька сільська рада відносилась до Узинського району. В Блощинцях було розкуркулено і вислано до Сибіру 12 сімей: Дубовик Гнат, Ненько Клим, Бахмач Павло, Гарнага Йосип, Чайка Кирило, Махиня Юхим, Жуковський Трохим, Мельниченко Сидор, Бідношия Вакула, Жуковський Йосип, Махиня Йосип, Стуконога Клим. 

В 33-му село голодувало. Архівних даних про кількість дворів та чисельність жителів не збереглося. З клірових відомостей (Історичний нарис В.Перерви і Р.Бабенко «Блощинецько-Томилівська парафія Архістратига Михаїла у 19 ст.») маємо дані, що до Голодомору в селі проживало біля двох тисяч людей. Після Голодомору даних немає. Померлих з голоду встановлено 150 чоловік, але очевидці стверджують, що було їх набагато більше. На кладовищі в 2007 році встановлено пам'ятний знак хрест «Жертвам Голодомору».
Біля села на березі річки збереглися залишки двох городищ. Тут розкопано також кургани кочівників XI—XII століть.
Метричні книги, клірові відомості, сповідні розписи церкви св. Михаїла с. Блощинці XVIII ст. — Київського воєв., з 1793 р. Білоцерківської округі Київського нам., з 1797 р. Васильківського пов. Київської губ.; ХІХ ст.- Блощинської волості Васильківського пов. Київської губ. зберігаються в ЦДІАК України. http://cdiak.archives.gov.ua/baza_geog_pok/church/blos_001.xml [Архівовано 10 грудня 2018 у Wayback Machine.]

## Населення

### Мова
Розподіл населення за рідною мовою за даними перепису 2001 року:
| Мова       | Кількість | Відсоток |
| ---------- | --------- | -------- |
| українська | 598       | 96.92%   |
| російська  | 18        | 2.92%    |
| румунська  | 1         | 0.16%    |
| Усього     | 617       | 100%     |

## Відомі уродженці
- Ванда Вермінська (1900—1988) — польська співачка.
- Гарнага Іван Володимирович (13 січня 1924 — травень 2012) — український архівіст, краєзнавець.
- Мельниченко Сергій Іларіонович (14 лютого 1920 — 31 січня 1945) — Герой Радянського Союзу.
- Махиня Павло Євменович (10 березня 1919 — 7 січня 1993) — Герой Радянського Союзу.

## Також
- Перелік населених пунктів, що постраждали від Голодомору 1932—1933 (Київська область)

## Джерело
- Облікова картка на сайті ВРУ[недоступне посилання з червня 2019]
- Ульянченко В.І., Сергійчук В.І., Гай А.І., Шевченко С.В., Василинець Р.Д. Упорядкування Гая А.І. Київський обласний том Національної книги пам’яті жертв Голодомору 1932-1933 років. — «Буква», 2008. — С. 76. — ISBN 978-966-7195-95-3.
- Błoszczyńce, wieś nad rzeką Uziną // Słownik geograficzny Królestwa Polskiego. — Warszawa : Druk «Wieku», 1900. — Т. XV, cz. 1. — S. 165. (пол.)

1. ↑  Рідні мови в об'єднаних територіальних громадах України — Український центр суспільних даних